# Luke Farrell
Luke Farrell (Perry, 14 ottobre 1997) è un giocatore di football americano statunitense che milita nel ruolo di tight end per i San Francisco 49ers della National Football League (NFL).

## Carriera

### Jacksonville Jaguars
Farrell al college giocò a football a Ohio State. Fu scelto nel corso del quinto giro (145º assoluto) nel Draft NFL 2021 dai Jacksonville Jaguars. Debuttò come professionista subentrando nella gara del primo turno contro gli Houston Texans. La sua stagione da rookie si concluse con 7 ricezioni per 56 yard in 15 presenze, 4 delle quali come titolare.

### San Francisco 49ers
Il 13 marzo 2025 Farrell firmò un contratto triennale del valore di 11 milioni di dollari con i San Francisco 49ers.